# Casiguran (Sorsogon)
Pour les articles homonymes, voir Casiguran.
Casiguran est une localité de la province de Sorsogon, aux Philippines. En 2015, elle compte 32 842 habitants.